# قاعدة طلحة الجوية
قاعدة طلحة الجوية أو مطار طلحة الثانوي أو مطار مديسيس هو مطار عسكري في قضاء الرطبة في صحراء محافظة الأنبار غرب جمهورية العراق. وفي معركة أم المعارك سنة 1991 كانت قاعدة طلحة من الأهداف التي أسقطت عليها قنابل عنقودية في أول 24 ساعة من بداية الحرب الجوية، قال المؤرخ العسكري ديان باتني "في مناطق أقصى غرب العراق عادت قوات التحالف الجوية لمهاجمة القواعد الجوية ومواقع صواريخ سكود ومضخات النفط لكسب التواجد في غرب العراق من أجل تمكين شاشات الرادار للإسرائيليين لرؤية غرب العراق، فمن الساعة 2330 حتى 0010 في 18 كانون الثاني طارت طائرات جي آر-1 اس (GR-1s ) فأسقطت قنابلها العنقودية على قاعدتَي طلحة ووادي الخر.

## روابط خارجية
- Mudaysis Airbase at GlobalSecurity.org